# Khử muối
Khử muối là cụm từ diễn tả các quá trình loại bỏ một lượng muối và các khoáng chất từ dung dịch 
nước muối. Khái quát hơn, khử muối có thể được hiểu là loại bỏ muối và khoáng chất ra khỏi nước, trong quá trình khử đất mặn.
Quá trình khử muối từ nước muối là để sản xuất nước sạch phù hợp cho quá trình tiêu thụ nước của con người hay 
để tưới tiêu. Một sản phẩm phụ đáng chú ý của quá trình khử muối là muối ăn. Công việc khử muối thường được tiến hành trên các chuyến tàu biển và tàu ngầm. Phần lớn người ta quan tâm đến quá trình khử muối là để tập trung phát triển các giải pháp hợp lý để sản xuất ra nước sạch cho con người sử dụng. Cùng với đó là việc tái chế nước thải, đây là một trong số ít những giải pháp về nước không phụ thuộc vào mưa.

Sơ đồ một máy khử muối bốc hơi đa giai đoạn
A – Hơi nước vào
B – Nước biển vào
C – Nước uống được đi ra
D – Chất thải đi ra
E – Hơi nước ra
F – Trao đổi nhiệt
G – Các chất ngưng tụ
H – Máy đun sôi nước biển

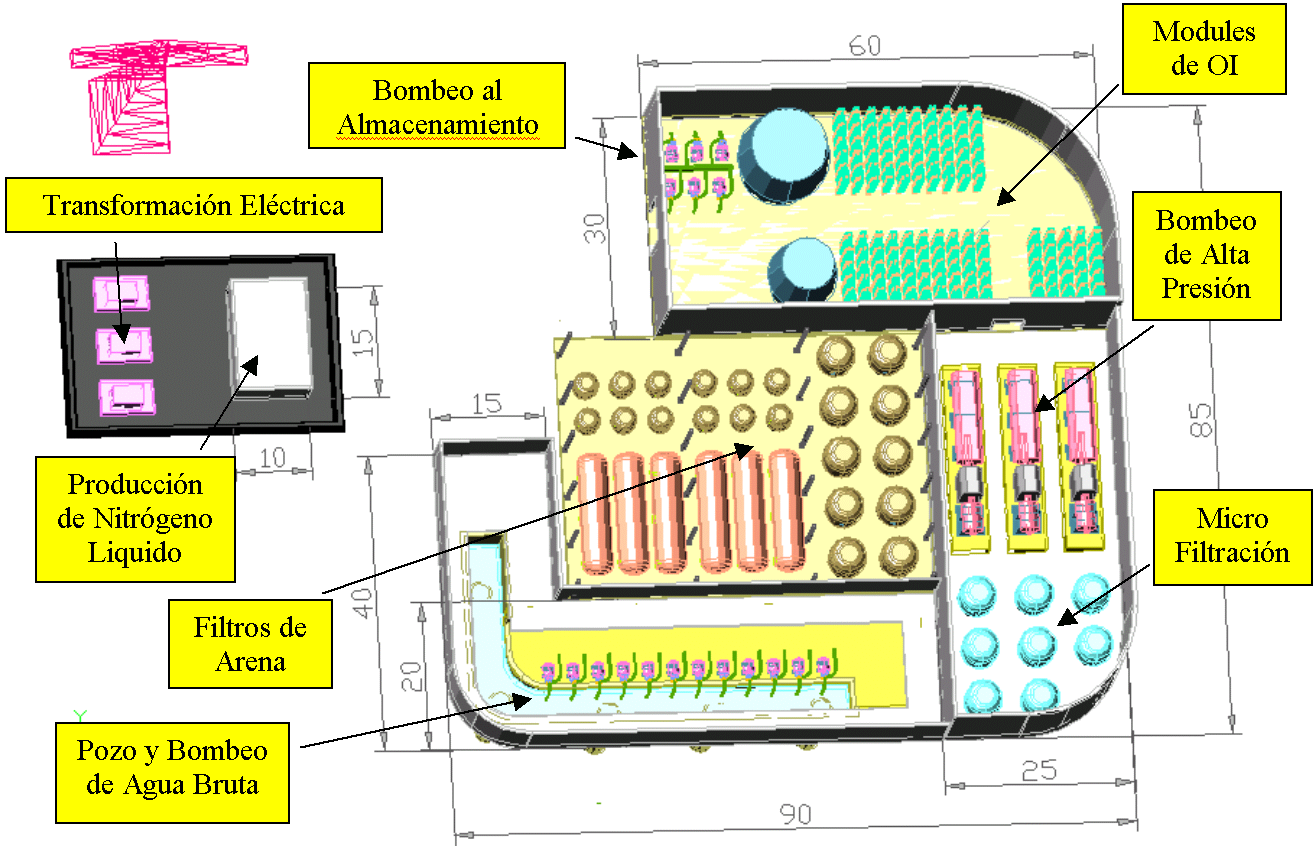
Sơ đồ một nhà máy khử muối theo phương pháp thẩm thấu ngược

## Trong tự nhiên

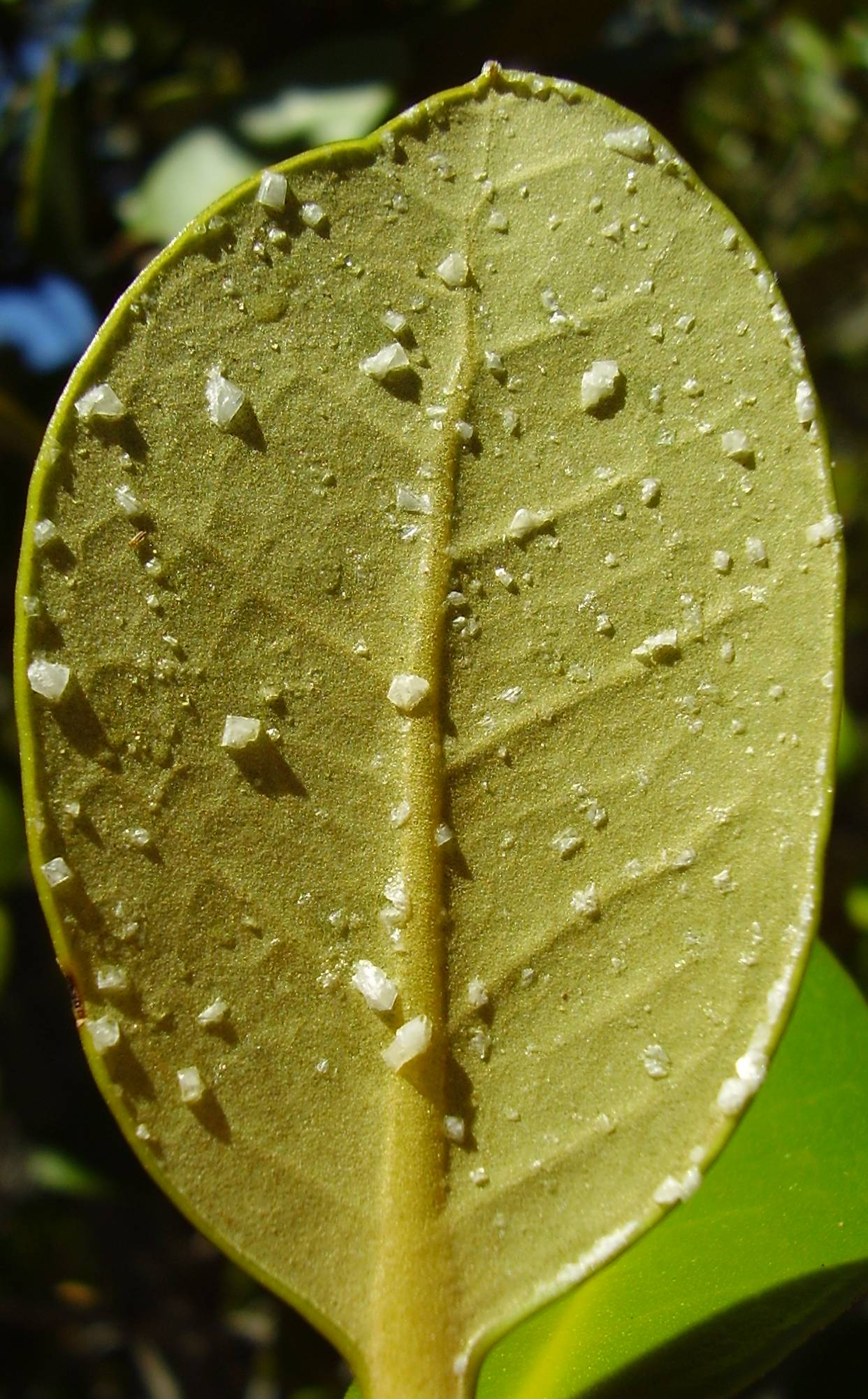
Lá cây đước với các tinh thể muối

Nước biển bốc hơi trong chu trình nước là một quá trình khử muối tự nhiên.
Quá trình hình thành băng biển cũng là một phần của sự khử muối. Muối được đẩy ra khỏi nước biển bị đóng băng. Mặc dù vẫn còn một lượng nước biển được giữ lại trong khối băng, độ mặn tổng thể của băng biển thấp hơn nhiều so với nước biển.
Chim biển có khả năng chưng cất nước biển bằng cách sử dụng dòng đối lưu trong các tuyến với Rete mirabile. Các tuyến này lưu giữ lượng nước biển có cô đặc ở gần các lỗ mũi phía trên mỏ chim. Sau đó con chim "hắt xì" nước mặn trở về biển. Do không có nước tinh khiết trong môi trường sống của chúng, các loài chim biển như bồ nông, hải âu petrel, hải âu lớn, mòng biển và nhạn biển đều có các tuyến này giúp chúng uống nước từ nguồn nước biển khi mà đất liền còn cách xa hàng trăm dặm.
Đước là cây lớn lên trong nước biển. Loại cây này trữ muối bằng cách đẩy muối xuống các phần của gốc cây, sau đó lượng muối này sẽ được động vật ăn (thường là cua). Các lượng muối khác được loại bỏ bằng cách đưa ra lá cây và tự rơi xuống. Một số loài đước có các tuyến trên lá, có cơ chế hoạt động giống với tuyến của các loài chim biển. Muối được thải ra mặt ngoài của lá dưới dạng các tinh thể, sau đó rơi ra khỏi lá cây.